# حاجز (حوسبة)
حاجز في مجال الحوسبة المتوازية هو نوع من أدوات المزامنة. يسمح لعدد من المهام بالمرور بنقطة معينة. فكل مهمة تصل إلى الحاجز فهي مرغمة على انتظار وصول عدد معين من المهام الأخرى إلى نفس الحاجز.
والعديد من الروتينات الجماعية ومن اللغات الموازية مبنية على توجيهات تفرض استعمال الحواجز الضمنية. على سبيل المثال، التوازي في حلقة بلغة فورتران مع OpenMP لن يسمح لها بأن تستمر في أي خيط حتى يتم الانتهاء من تكرار الأخير. هذا في حالة برنامج يعتمد على نتيجة الحلقة المباشرة لانتهائها. في منصة تمرير الرسائل، أي اتصال عام (مثل خفض أو مبعثر) ينطوي على الحاجز.